# Festival Peninsula / Félsziget
Peninsula / Félsziget è un festival di musica che ha luogo ogni anno nei mesi di luglio e agosto a Târgu Mureș, in Transilvania, Romania.

## Storia
La prima edizione del festival risale al 2003. Organizzato da una parte della squadra del Sziget Festival, il Peninsula (in rumeno) o Félsziget (in ungherese) ha conosciuto un importante sviluppo nel numero degli spettatori (da 20'000 nel 2003 a circa 60'000 nel 2009) e dei gruppi musicali che hanno partecipato. Anche la provenienza delle band ha conosciuto una crescita eterogenea: se nelle prime edizioni i gruppi provenivano esclusivamente da Romania e Ungheria, oggi numerosi artisti da tutto il mondo giungono a Targu Mureș per intrattenere il pubblico.

## Il festival oggi
Peninsula / Félsziget è un festival dai generi musicali eclettici: Rock, Metal, Pop, Elettronica, World music, Folk, Hip hop, Blues e Jazz.
Oggi, il festival accoglie una decina di gruppi principali e dai 40 ai 70 gruppi "minori", provenienti dalla maggior parte dei paesi dell'Europa centrale, orientale e dei Balcani, e che vantano fama e successo al di là delle frontiere dei loro paesi.
Oltre all'intrattenimento musicale, il festival offre la possibilità di attività sportive estreme, proiezioni di  film, stand-up comedy e altro.

## Line-up
| Anno | Gruppi più importanti |
| ---- | --- |
| 2011 | - Guano Apes - Foreign Beggars - K's Choice - Kasabian - Danko Jones - Markus Schulz - Grimus - Iggy Pop & The Stooges - Within Temptation - HammerFall - Dub FX - Tiga                                               |
| 2010 | - Tricky - Korn - The Rasmus - Europe - Fedde le Grand - Ska-P - Above and Beyond - Sub Focus - Noisia - Babylon Circus - Hernan Cattaneo - Parov Stelar - Gorillaz - Therapy? - Félix Lajkó                          |
| 2009 | - The Prodigy - Nine Inch Nails - Tiësto - Freestylers - Tankcsapda - Neo - Booka Shade - Blank & Jones - Parov Stelar - Primal Scream - Kispál és a Borz                                                             |
| 2008 | - Avantasia - Morcheeba - Beatsteaks - Epica - LTJ Bukem & MC Conrad - Tankcsapda - Subscribe - Republic - 30Y - Kalapács - The Mushroom Story - Ektomorf - Vama - Fading Circles - Vita de Vie - Altar - Nightlosers |
| 2007 | - Theatre of Tragedy - Kosheen - Gojira - The Exploited - Tankcsapda - Kispál és a Borz - Vita de Vie - Altar - Ossian - Depresszió - Ákos - Quimby - Gogol Bordello                                                  |
| 2006 | - The Rasmus - Moby Dick - Bikini - Tankcsapda - Phoenix - Altar |
| 2005 | - Apocalyptica - Freestylers - Tankcsapda - Ossian |
| 2004 | - Chumbawamba - Republic - Moby Dick - Tankcsapda |
| 2003 | |